# Champsecret
Champsecret ist eine französische Gemeinde mit 961 Einwohnern (Stand: 1. Januar 2022) im Département Orne in der Region Normandie. Sie gehört zum Arrondissement Argentan und ist Teil des Kantons Domfront en Poiraie. 

## Geographie
Champsecret liegt etwa 51 Kilometer westnordwestlich von Alençon. Die Gemeinde gehört zum Regionalen Naturpark Normandie-Maine. Umgeben wird Champsecret von den Nachbargemeinden Dompierre und La Ferrière-aux-Étangs im Norden, Le Coulonche im Nordosten, Les Monts-d’Andaine im Osten und Nordosten, Juvigny Val d’Andaine im Süden und Südosten, Perrou im Süden, Domfront en Poiraie im Westen und Südwesten sowie Saint-Bômer-les-Forges im Westen und Nordwesten.

## Bevölkerungsentwicklung
| Jahr                      | 1962 | 1968 | 1975 | 1982 | 1990 | 1999 | 2006 | 2013 |
| Einwohner                 | 1263 | 1097 | 965  | 1007 | 1016 | 1030 | 1043 | 1005 |
| Quelle: Cassini und INSEE |      |      |      |      |      |      |      |      |

## Sehenswürdigkeiten
- Kirche Notre-Dame
- Schmieden von Varenne, 1767 und 1806 erbaut, seit 1987 Monument historique

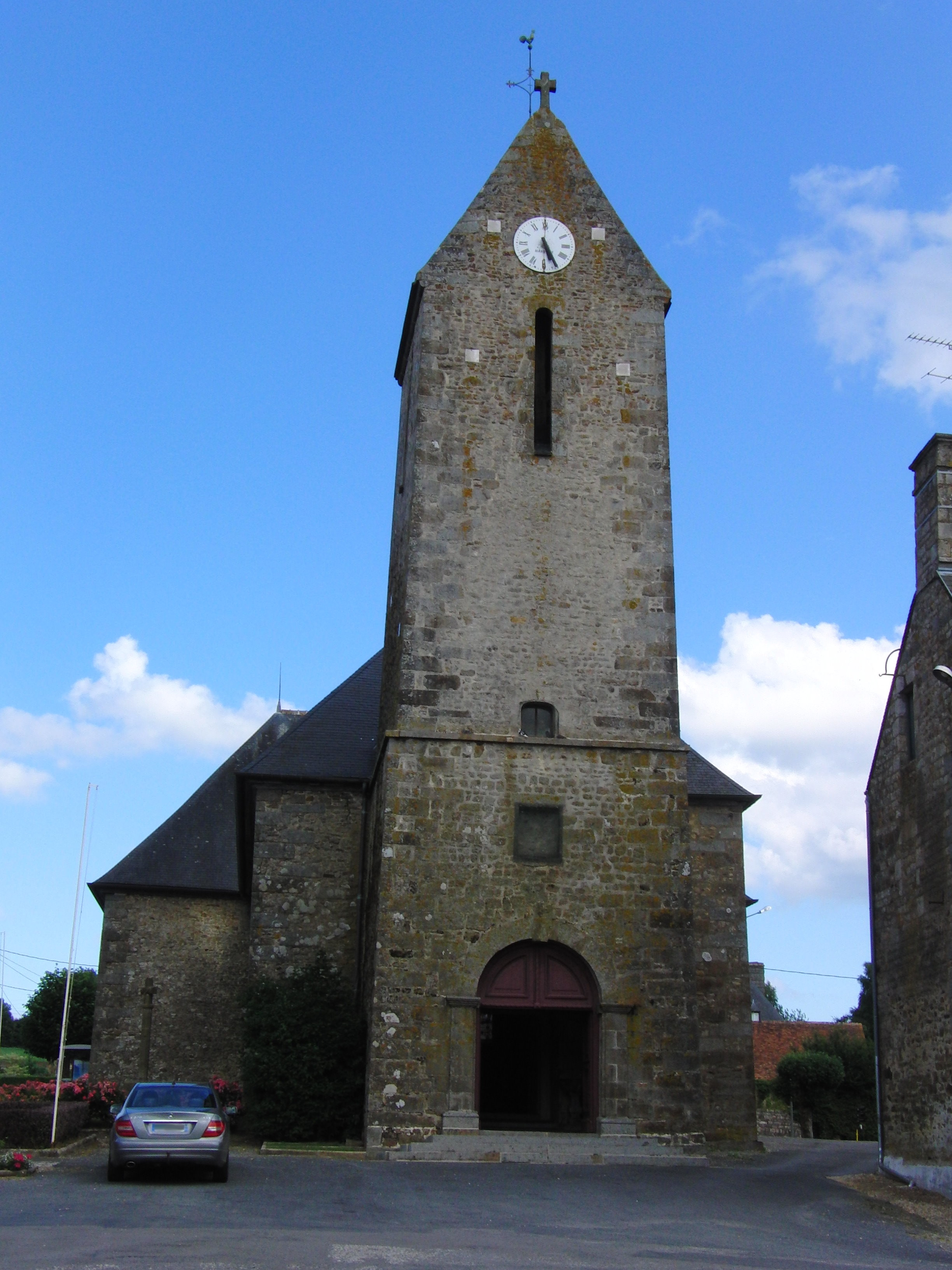
Kirche Notre-Dame

## Persönlichkeiten
- Auguste-François Maunoury (1811–1898), Hellenist und Exeget
- Charles Léandre (1862–1934), Maler und Zeichner
- Gilbert Louis (* 1940), Bischof von Châlons-en-Champagne (1999–2015)